# Cuxateno
Cuxateno är en ort i Mexiko.   Den ligger i kommunen Tetela de Ocampo och delstaten Puebla, i den sydöstra delen av landet, 150 km öster om huvudstaden Mexico City. Cuxateno ligger 1 628 meter över havet och antalet invånare är 257.
Terrängen runt Cuxateno är kuperad österut, men västerut är den bergig. Runt Cuxateno är det ganska tätbefolkat, med 65 invånare per kvadratkilometer. Närmaste större samhälle är Zacapoaxtla, 15,8 km öster om Cuxateno. I omgivningarna runt Cuxateno växer i huvudsak städsegrön lövskog.